# Joel Hodgson
Joel Hodgson est né le 20 février 1960 dans le Wisconsin. Il est réalisateur, scénariste, acteur et producteur de film américain. Il a tourné des comédies, et des films de science-fiction.

## Biographie
Joel Gordon Hodgson a souvent été surnommé « The Gizmocrat », car il a créé le Gizmonics Institute. Il mesure 1 mètre 78 centimètres.

## Filmographie

### Réalisateur
- 1992 : Mystery Science Theater 3000
- 1997 : Statical Planets
- 1998 : Poopie !

### Scénariste
- 1987 : Jerry Seinfeld
- 1990 : Higgins Boys and Gruber
- 1995 : The TV Wheel
- 1995 : Space Ghost Coast to Coast
- 1996 : Mystery Science Theater 3000
- 1996 : Mystery Science Theater 3000: The Movie
- 1997 : 1st Annual Science Theater 3000 Summer Blockbuster Review
- 1997 : Statical Planet
- 1997 : Honey, We Shrunk Ourselves
- 1998 : Mystery Science Theater 3000
- 1998 : 2nd Annuel Mystery Science Theater 3000 Summer Blockbuster Review
- 1999 : Mystery Science Theater 3000 volume 2
- 1999 : Mystery Science Theater 3000 volume 3
- 2001 : Mr B's Lost Shorts
- 2001 : You Don't Know Jack
- 2003 : Jimmy Kimmel Live

### Acteur
- 1983 : Saturday Night Live
- 1987 : Jerry Seinfeld
- 1995 : The TV Wheel
- 1998 : Mystery Science Theater 3000
- 1998 : Poopie !
- 1999 : Mystery Science Theater 3000 volume 2
- 1999 : Mystery Science Theater 3000 volume 3
- 2000 : Freaks and Geeks
- 2001 : Mr B's Lost Shorts
- 2006 : Darkstar

### Producteur
- 1991 : Mystery Science Theater 3000
- 1995 : The TV Wheel
- 2001 : Mr B's Lost Shorts
- 2006 : Everything you need to know

## Récompenses et distinctions

### Nominations
Au CableACE Awards, il a été nommé pour :
- Mystery Science Theater 3000 en 1993 dans la catégorie : Meilleure comédie
- Mystery Science Theater 3000 en 1993 dans la catégorie : Meilleure réalisation
- Mystery Science Theater 3000 en 1994 dans la catégorie : Direction d'art
- Mystery Science Theater 3000 en 1994 dans la catégorie : Meilleur scénario